# Abandon de domicile (France)
Pour les articles homonymes, voir Abandon.
Ne doit pas être confondu avec Absence en droit civil français ou Abandon de famille.
En droit français, l'abandon de domicile (aussi nommé défaut de cohabitation) est une situation qui peut être considérée comme une faute vis-à-vis du principe de la communauté de vie découlant des obligations du mariage. Cette notion vise également le locataire qui bénéficie d'un contrat de bail et quitte son logement sans en avoir informé son propriétaire.

## Obligations matrimoniales
Le principe de cohabitation est codifié dans l'article 215 du Code civil. L'article 215, alinéas 1 & 2 du Code civil indique que « les époux s'obligent mutuellement à une communauté de vie. La résidence de la famille est au lieu qu'ils choisissent d'un commun accord ». 
Néanmoins, la cohabitation n'est pas une caractéristique suffisante pour l'établissement de la communauté de vie. Celle-ci est subordonnée à la présence de relations intimes et d'une communauté intellectuelle et affective au sein du couple.
Pour diverses raisons justifiées et notamment professionnelles, les époux peuvent être amenés à vivre dans des domiciles distincts. L'article 108 du Code civil prévoit que la cohabitation n'est pas une caractéristique nécessaire à l'établissement de la communauté du vie. L'article 108, alinéa 1 du Code civil prévoit que « le mari et la femme peuvent avoir un domicile distinct sans qu'il soit pour autant porté atteinte aux règles relatives à la communauté de la vie ».
Pour caractériser l'abandon de domicile les tribunaux vont intéresser à l'intention de l'époux qui a quitté le domicile plus qu'à l'absence du domicile familial dans son contexte factuel. Cette constatation est appuyée par la jurisprudence.

## Bail locatif
Lorsque le bailleur soupçonne le locataire d'avoir abandonné le logement, il peut mettre en demeure celui-ci de justifier qu'il occupe le logement.
La loi no 89-462 du 6 juillet 1989 prévoit dans son article 14-1 que « lorsque des éléments laissent supposer que le logement est abandonné par ses occupants, le bailleur peut mettre en demeure le locataire de justifier qu'il occupe le logement ».
En cas d'abandon du domicile constaté, le contrat de location continue au profit de la ou des personnes physiques liées sentimentalement ou par la famille à l'ancien locataire, sinon, à défaut, le bail est résilié de plein droit par le décès du locataire ou par l'abandon du domicile par ce dernier. 
Les conditions de ce transfert du bail sont codifiées dans la loi du 6 juillet 1989 (no 89-462) en son article 14. Il prévu que le contrat de location continue au profit :
- au profit du conjoint ;
- au profit des descendants vivant avec le locataire depuis au moins un an ;
- au profit du partenaire Pacsé ;
- au profit des ascendants, concubin ou personne à charge vivant depuis au moins un an avec le locataire.